# Sit and Wait 2013
A Sit and Wait 2013 című dal Sydney Youngblood és Jesse Ritch közös dala, mely Youngblood 1989-ben megjelent dalának feldolgozása.

## Megjelenések
CD Maxi Single  7M-161-8
1. Sydney Youngblood Sit And Wait 2013 3:40 Featuring – Jesse Ritch
2. Sydney Youngblood I Want You (Accapella)	3:55
3. Jesse Ritch This Is My Time (Live) 4:33
4. Sydney Youngblood Sit And Wait 2013 (Instrumental) 3:40 Featuring – Jesse Ritch